# 烏馬吻鱥
烏馬吻鱥（学名：Rhinichthys umatilla）为輻鰭魚綱鯉形目雅羅魚科吻鱥屬的其中一種，分布於北美洲加拿大卑詩省、美國華盛頓州、奧勒岡州及愛達荷州的哥倫比亞河流域，體長可達12公分，棲息在底層水域，生活習性不明。